# Maria Luisa Petroni
Maria Luisa Petroni (Modena, 23 gennaio 1921 – Bologna, 30 luglio 1977) è stata una pittrice italiana.
Ha vissuto e lavorato a Bologna.

## Biografia
Nacque a Modena, ove trascorse la sua infanzia; primogenita in una famiglia “in subbuglio”, con un padre ragioniere, ma eccentrico, che aderì anche al Futurismo e che, pur apprezzando la vena artistica della figlia, cercò in un primo tempo di indirizzarla verso studi di materie tecniche. Maria, di carattere schivo e mite, ma profondamente insofferente ad ogni tradizione o imposizione, dopo aver studiato in un collegio di Romagna, lo abbandonò per frequentare l’Accademia privata tenuta dal pittore Giuseppe Regazzi a Bologna, dove ebbe come insegnante di incisione Pompilio Mandelli.
Dopo una pausa negli anni della seconda Guerra Mondiale, quando sfollò per circa 4 anni a Santa Sofia, un paesino della Romagna sul confine della linea Gotica, di cui ricordò a lungo la tragica esperienza di sopravvivenza fra i martellanti colpi sferrati dai due fronti, alla fine del conflitto rientrò a Bologna e riprese i suoi amati studi artistici, facendo dapprima da modella per Mandelli e poi apprendendo da lui la tecnica dell’incisione. Si iscrisse all’Accademia di Belle Arti, dove studiò pittura con Virgilio Guidi e nel 1950, per un breve periodo, fu a Venezia per ritrovare il Maestro e frequentò anche gli artisti del suo cenacolo che si riunivano nel Caffè delle Zattere.
Poi, apre uno studio in viale Panzacchi a Bologna e riprende a frequentare con l’amico Vasco Bendini la Scuola di nudo. Incomincia a esporre i suoi primi lavori in varie mostre collettive; ma solo nel 1961 tiene una sua personale alla Galleria Libraio in via Ugo Bassi e l’anno dopo è a Parma con un'altra personale, nella Galleria del Teatro, questa volta sotto l’egida di Francesco Arcangeli che firmò anche la presentazione del catalogo. Vive un periodo fervido e partecipa al Premio Città di Spoleto (1961), alla Biennale di Parma (1961), al Premio Marche (1962), alla Mostra internazionale pittrici a Venezia (1962); vince anche alcuni premi: Premio acquisto alla Mostra Autunno a Bologna (1960) per un’opera che ora è conservata alla Galleria d’arte Moderna della città; Premio acquisto alla Mostra Biennale di Parma per un dipinto destinato alla Galleria d’arte Moderna di questa città..
È amica di Roberto Roversi di cui frequenta la libreria Palmaverde, punto di riferimento intellettuale e officina letteraria bolognese.
Dal 1966 al 1972 incomincia un periodo di latitanza dell’artista, che termina precocemente la sua esperienza estetica e terrena nel 1977 lavorando attorno al concetto di colore e di luce. L’ultima sua fatica è l’opera Arcobaleno, una lunga striscia di bande colorate che partendo dal bianco, attraverso i 6 colori principali, giunge al nero. Maria Petroni l’accompagna con una didascalia esplicativa dove si cita la Teoria dei colori di Goethe, ritorno forse alle ricerche sulla luce del suo primo e prestigioso maestro: Virgilio Guidi.
Maria Petroni, figura d’artista tenera e vigorosa, schiva e aggressiva, condusse una vita assai modesta, e negli ultimi anni abitò nella casa-studio in un appartamento in Palazzo dei Banchi, di via Clavature.
Morì di un male incurabile nel luglio 1977, a cinquantasei anni, all’Ospedale Rizzoli di Bologna.

### Le opinioni della critica
Nel 1980 il Comune di Bologna le dedica una mostra retrospettiva, realizzata in collaborazione con la Galleria comunale d'arte moderna e l'Ente Bolognese Manifestazioni Artistiche, curata da Silvano Ceccarini (Palazzo Re Enzo, sala dei Seicento. Catalogo Clueb), che rende omaggio alla figura di un’artista «appartata, ma importante nel panorama artistico, non solo cittadino. Nella rassegna vengono esposte 50 opere che rivelano la sua poetica dove si incrociano i modi dell’astrazione e quelli dell’informale, dove si intravede un’angoscia interiore e tutto il dolente magma del mondo che si riversa in un universo organico di colori. Vi si ritrovano gli echi di un Pollock e di Wols».

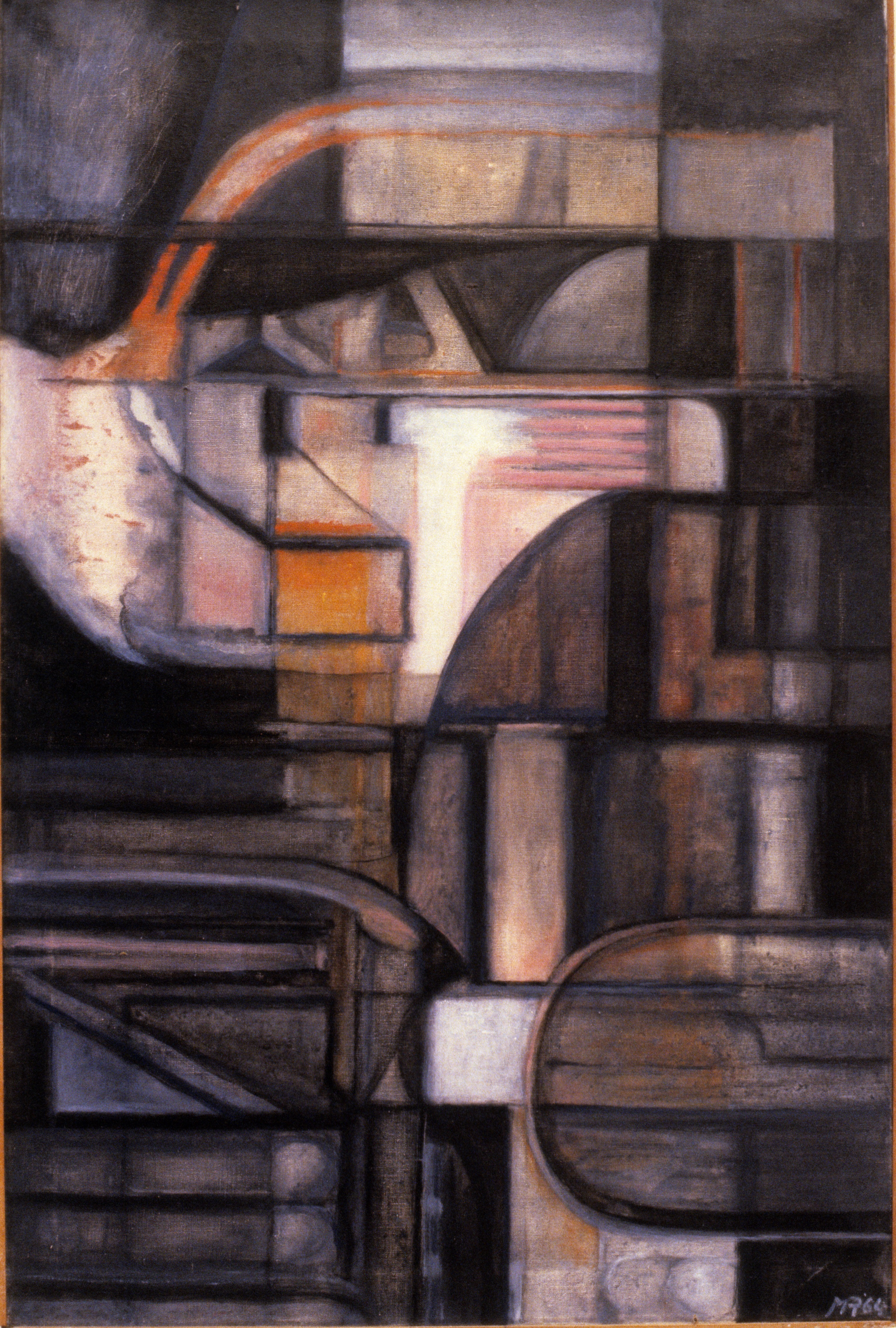
Delitto perfetto, 1964

L’artista stessa aveva affermato di aver trovato ispirazioni nell’opera dei due pittori e in particolare di Wols (Alfred Otto Wolfgang Schulze) come riporta nel catalogo della sua prima personale (Bologna, 1961) il critico Roberto Tassi, osservando anche come nei dipinti della Petroni ci fosse «una felice, spontanea integrazione, cioè corrispondenza tra il suo mondo fantastico e il suo linguaggio espressivo». Immagini di una verità più profonda colte dall’uomo moderno che «ha occhi dilatati, informi, feriti; la sua ottica è indiretta, si basa sulla commistione delle leggi fisiche e delle psichiche; vede la realtà non compatta, ma nelle sue più complicate stratificazioni», offrendoci immagini di una verità più profonda.
Maria Petroni, nella cui opera Franco Solmi aveva visto «la memoria di Morandi e il magistero di Mandelli» aveva spiegato il suo operare, dove la volontà strutturale non ha mai il sopravvento, come un lavoro di scavo interiore: «cerco di fissare un’immagine che intravedo su schermi, come grandi macchie. Ciò comporta progredire: vedo di là altre cose, e così procedo in questo mio esplorare sotterraneo».
Francesco Arcangeli vi aveva visto l’intensa espressività poetica di «un’arte femminile nel senso più alto e ineluttabile del termine […], niente di passivo, soprattutto una tensione, un’intattezza, un colore alla cui fiamma molte cose si fondono e ritemprano in nuovi metalli. Tutto il processo dell’astrazione moderna, il segno, la materia, il colore, vi è riassunto con una forza concreta e unitaria d’una autentica vocazione all’arte».

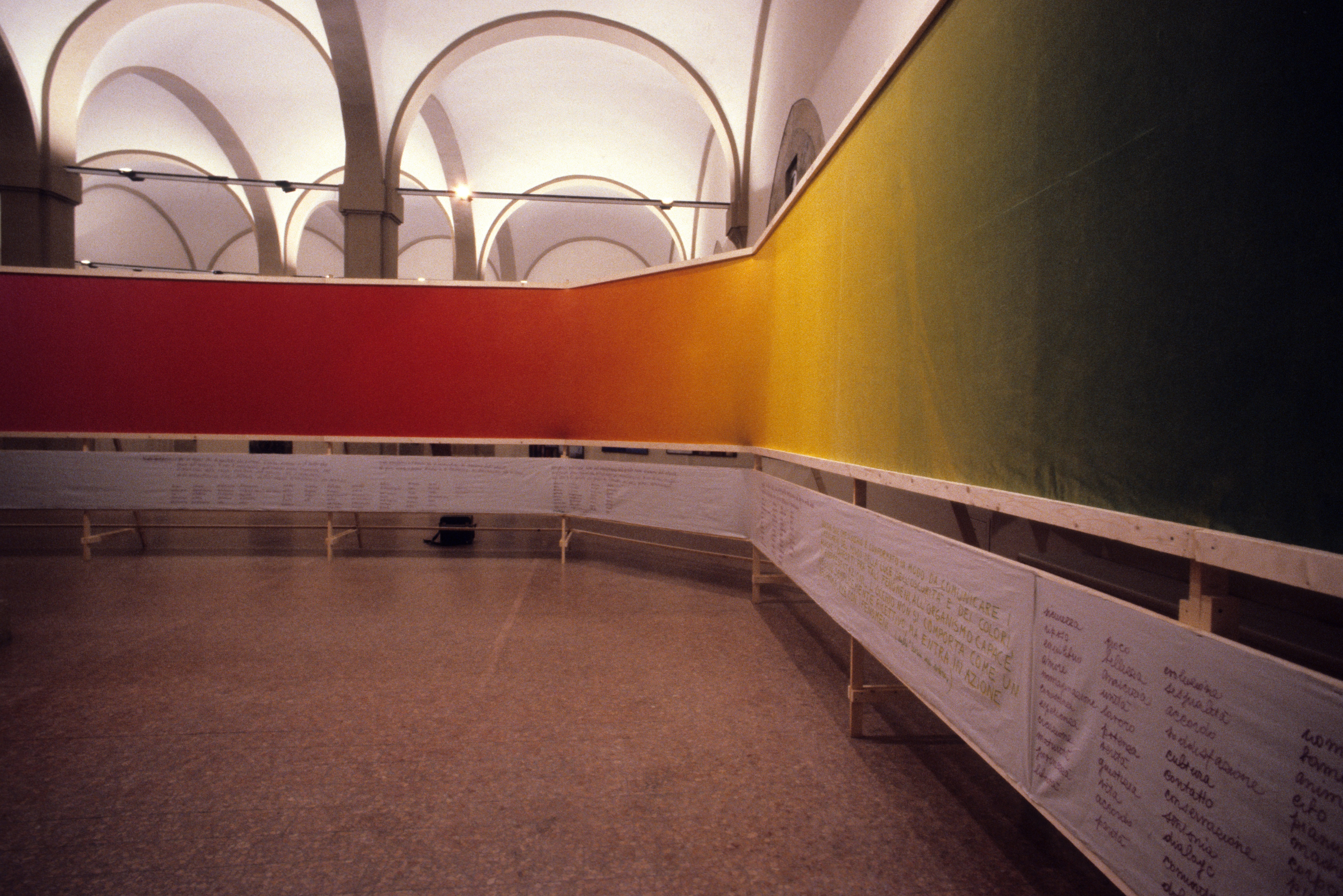
Arcobaleno, 1977